# Constitución (Campeche)
Constitución es una localidad del estado mexicano de Campeche. Es parte del municipio de Calakmul.

## Demografía
| Gráfica de evolución demográfica |
|                                  |

| Censo | Población |
| ----- | --------- |
| 1970  | 320       |
| 1980  | 500       |
| 1990  | 726       |
| 2000  | 1 057     |
| 2010  | 1 142     |
| 2020  | 1 386     |